# Ташкент-Сити
Ташкент-Сити (Международный деловой центр «Tashkent City», МДЦ «Tashkent City»; узб. «Tashkent City» xalqaro biznes markazi, «Tashkent City» IBC) — строящийся деловой центр в Ташкенте. Расположен в Шайхантахурском районе, между проспектом Алишера Навои, улицами Олмазор и Фурката и проспектом Ислама Каримова.
В рамках МДЦ «Tashkent City» создаётся зона деловой активности, которая объединит бизнес, апартаменты проживания и досуг. Управляющей компанией проекта МДЦ «Ташкент-Сити» выступает Дирекция «Tashkent City».
Строительство ведётся на месте снесённых махаллей (кварталов) Олмазор и Укчи, на территории общей площадью 80 га. Это самый крупный единовременный строительный проект на территории Узбекистана. Строительство проекта ведётся на финансовые вливания частных инвесторов.
Коммерческая концепция проекта разработана американской компанией Cushman & Wakefield.
Из 8 проектов будущего делового центра была выбрана концепция, предложенная турецкой архитектурной компанией Tabanlıoğlu Architects.

## История
В 2006 году территория, ограниченная проспектом Навои, улицами Фурката, Батыра Закирова и Узбекистанской, была выделена узбекско-корейскому СП «Jisong Korea Industrial» под строительство комплекса «Новый город». Комплекс, который планировалось возвести к 2016 году, должен был включать в себя жилые дома, здания высотой до 24 этажей, пруды, рекреационные зоны и прочие сооружения. Организация взяла на себя обязательства по предоставлению компенсации собственникам недвижимости на территории махаллей «Алмазар», «Укчи» и «Чакар». В итоге с подлежавшей расчистке территории было расселено лишь часть жителей, а проект остался нереализованным.
Планы создания делового центра «Tashkent City» впервые были публично озвучены кандидатом на должность президента Узбекистана Шавкатом Мирзиёевым 24 ноября 2016 года во время встречи с избирателями Ташкента в рамках предвыборной кампании.
Работы по подготовке концепции международного делового центра велись 8 месяцев. В итоге, из 7 представленных концепций, 2 были взяты за основу проекта.
28 июля 2017 года было принято постановление правительства о создании МДЦ «Tashkent City». Дирекцию по строительству комплекса впоследствии возглавил Джахонгир Артыкходжаев.
Строительные работы начались в середине октября 2017 года, тогда же стало известно о планируемых сносах на месте будущего комплекса.
В итоге были снесены:
- жилые дома в махаллях «Укчи» и «Олмазор», разговоры о сносе которых шли с 50-х годов XX века[14] (в 2015 году маххалли расселили[17]);
- здание Республиканского дома кино, построенного в 1982 году по проекту архитектора Рафаэля Хайрутдинова[18][19][20];
- музей Геологии[21];
- здание управления Ташкентского метрополитена[22] (предприятие переехало в 9-этажное здании по этой же улице);
- здание Главного управления миграции и оформления гражданства МВД Узбекистана[23] (переехало);
- здание Республиканского центра детского художественного творчества «Баркамол авлод» (бывшего Дворца пионеров и школьников имени В. И. Ленина)[24];
- банкетный зал «Ezidiyor»[25]. В качестве компенсации с баланса городского хокимията его владельцу был передан ресторан «Sayohat».

8 мая 2018 года Дирекцию по строительству возглавил Шерзод Хидоятов.

## Проект
Проект поделён на 8 участков — лотов.
| Построено | Проектная высота | Строится |

### Таблица участков
| № | Название                    | Начало строительства | Конец строительства | Зданий | Площадь (м²) | Примечания                                                                                      |
| - | --------------------------- | -------------------- | ------------------- | ------ | ------------ | ----------------------------------------------------------------------------------------------- |
| 1 | Gardens Residence           | 2018                 | 2020                | 9      | 89 518       |                                                                                                 |
| 2 | Central Plaza               | 2018                 | 2021                | 6      | 45 886       | Первая в Узбекистане гостиница под брендом Park Inn by Radisson                                 |
| 3 | Hyper Partners Center       | 2019                 | 2021                | 4      | 76 744       | Крупнейший в Узбекистане ТРЦ                                                                    |
| 4 | Nest One                    | 2019                 | 2021                | 2      | 14 779       | Самое высокое здание в Узбекистане                                                              |
| 5 | Конгресс-холл, отель Hilton | 2018                 | 2019                | 2      | 88 138       | Первая в Узбекистане гостиница под брендом Hilton                                               |
| 6 | Финансовый центр            | 2019                 | 2021                | 5      | 44 235       | Крупнейший в Узбекистане финансовый центр                                                       |
| 7 | Boulevard Residence         | 2018                 | 2020                | 9      | 116 761      |                                                                                                 |
| 8 | Tashkent City Park          | 2019                 | 2019                | —      | 186 804      | Самая масштабная рекреационная парковая зона в Узбекистане. Самый большой фонтан в Узбекистане. |

## Объекты

### Gardens Residence[40]
| Инвестор       | ИП ООО «High Land City» (Великобритания)        |
| Проектировщики | «Özgüven mimarlik» (Турция) «Prime Tower Group» |

Комплекс состоит из 9 жилых зданий.
На территории комплекса расположен детский сад «Invento International School», спортивно-оздоровительный комплекс с бассейнами, хаммамом и фитнес-кафе, супермаркеты. Первые этажи блоков используются в качестве торговых площадей.

### Central Plaza[42]
| Инвестор              | ООО «Lotus Gas Invest» (Real House) |
| Проектировщик         | «AZE Construction»                  |
| Генеральный подрядчик | «Marcopol» (Турция)                 |

На территории лота находятся 4-х этажный shopping-mall, а также 5 многофункциональных высоток класса «А». Из них:
- 3 здания по 21 этажей (высотой 75 метров). В них расположатся офисы, торговые центры, оздоровительные комплексы, бассейн, фитнес-центр, кафе и рестораны.
- 2 здания по 20 этажей. Представляют собой элитные высокотехнологичные апартаменты системы «Умный дом». Отель с апартаментами Park Inn by Radisson Tashkent City Hotel & Apartments[45].

### Hyper Partners Center
| Инвестор              | «Hyper Partners GmbH» (Германия) |
| Проектировщик         | «Öncüoğhlu Architects» (Турция)  |
| Генеральный подрядчик | «Hyper Partners GmbH» (Германия) |

На этой территории размещёны:
- Крупнейший ТЦ в Узбекистане, 5-этажный «Tashkent City Mall», общей площадью 224914 м²
- 31-этажное (128 м.) здание пятизвёздочной гостиницы под брендом Marriott
- 30-этажная (119 м.) жилая резиденция
- 29-этажный (115 м.) бизнес-центр класса A

Внутри ТРЦ оборудован выход на станцию метро Пахтакор.

### Nest One
| Инвестор      | ООО Universal Packing Masters (Murad Buildings)                  |
| Проектировщик | «Özgüven Tasarım Mimarlik Inşaat Sanayı ve Ticaret A.Ş» (Турция) |

### Конгресс-холл и гостиница Hilton
| Инвестор              | ООО «Akfa Dream World»  |
| Проектировщик         | «ARUP» (Великобритания) |
| Генеральный подрядчик | ООО «Discover Invest»   |

Здание Конгресс-холла и Гостиницы Hilton, соединены между собой мостом. Интерьер и схему расположения залов в сооружении Конгресс-холла разработали специалисты архитектурного бюро Metex Design Group (Турция).
Строительство было завершено в октябре 2019 года.
Hilton — пятизвёздочная, 21-этажная гостиница, высотой 95,4 метров. Включает в себя 258 номеров (из них 8 — президентских люксов).

### Финансовый центр
| Инвесторы              | «Bomi E&C» (Южная Корея) АК «Алокабанк» Банк «Асака» АКБ «Узпромстройбанк» |
| Генеральные подрядчики | Shanghai Construction Group (Китай) «Bomi E&C» (Корея)                     |

Крупнейший в Узбекистане финансовый центр, где будут находиться головные офисы ведущих банковских учреждений Узбекистана, бизнес-офисы класса «А». Здания высотой до 33 этажей.

### Boulevard Residence[48]
| Инвесторы      | ООО «Premium Village» СП ООО «Family Group» СП ООО «Luxury Apartments» |
| Проектировщики | «Özgüven mimarlik» (Турция) ООО «Prime Tower Group» ООО «Прогресс»     |

Европейский бульвар с элементами национальной архитектуры.
Состоит из девяти семиэтажных зданий, между которыми прогулочная зона — бульвар. Среди зданий — жилые дома премиум-класса, гостиница «Holiday Inn» от «Intercontinental Hotels Group» и бизнес центр.

### Tashkent City Park
| Проектировщики        | «Prime Tower Group» «Özgüven mimarlik» (Турция) «Спектрум» (Россия) |
| Генеральный подрядчик | ООО «Discover Invest»                                               |

## Транспорт
Расположение МДЦ «Tashkent City» в центре столицы должно обеспечить удобный и простой доступ к комплексу. В районе делового центра расположены станции метро:  Узбекистанская,  Дружба Народов,  Пахтакор и  Алишера Навои. По планам планируется провести туда трамвайную линию.

## Чрезвычайные происшествия
- 27 октября 2019 года с восьмого этажа строящегося дома выпал рабочий[49].